# Paweł Kryszałowicz
Paweł Kryszałowicz est un footballeur polonais né le 23 juin 1974 à Słupsk.

## Biographie
En tant qu'attaquant, Paweł Kryszałowicz fut international polonais à 33 reprises (1999-2004) pour 10 buts. 
Sa première sélection fut contre la Suède, le 9 septembre 1999.
Il participa à la Coupe du monde de football 2002, au Japon et en Corée du Sud. Il joua les trois matchs (2 en tant que titulaire contre les USA et le Portugal, 1 en tant que remplaçant contre la Corée du Sud). Il inscrit un but à la 5e minute contre les USA qui se solda par une victoire polonaise (3-1), mais insuffisant pour accéder au tour suivant.
Sa dernière sélection eut lieu à Belfast, contre l'Irlande du Nord, le 4 septembre 2004.
Il joua dans des clubs polonais (Gryf Słupsk, Zawisza Bydgoszcz, Amica Wronki et Wisla Cracovie) et deux clubs allemands (Eintracht Francfort et SV Wilhelmshaven), remportant 2 supercoupes de Pologne et 3 Coupes de Pologne avec Amica Wronki.

## Clubs
- 1990-1994 :  Gryf Słupsk
- 1994-1995 :  Zawisza Bydgoszcz
- 1995-2001 :  Amica Wronki
- 2001-2003 :  Eintracht Francfort
- 2003-2006 :  Amica Wronki
- 2006-2007 :  Wisla Cracovie
- 2007 :  SV Wilhelmshaven
- 2007- :  Gryf Słupsk (prêt)

## Palmarès
- Coupe de Pologne de football
  - Vainqueur en 1998, en 1999 et en 2000
- Supercoupe de Pologne
  - Vainqueur en 1998 et en 1999
  - Finaliste en 2000
- Championnat de Pologne de football
  - Troisième en 2004
- Championnat d'Allemagne de football D2
  - Troisième en 2003